# 夢のしずく
「夢のしずく」（ゆめのしずく）は、1999年9月22日に発売された松たか子の8枚目のシングル。発売元はポリドール。

## 解説
ポリドール・レコード移籍後第一弾。松自身が作詞・作曲を手掛けた。

## タイアップ
資生堂「WHITIA」CMソング。

## メディアでの披露
同年のNHKの『第50回NHK紅白歌合戦』に出場。デビュー曲「明日、春が来たら」で初出場した1997年・第48回以来2年ぶりの紅白出場となった。

## 収録曲
作詞・作曲:松たか子　編曲:武部聡志
1. 夢のしずく
2. days
3. 夢のしずく（acoustic version）
4. 夢のしずく（Instrumental）

## 収録アルバム
- 3rd ALBUM『いつか、桜の雨に…』 (アルバム・バージョンで収録)
- 1st BEST ALBUM『Five years 〜singles』
- 2nd BEST ALBUM『MATSU TAKAKO SINGLE COLLECTION 1999-2005』
- 3rd BEST ALBUM『footsteps 〜10th Anniversary Complete Best〜』